# BG Capital
BG Capital (ранее Galt & Taggart Securities) — бывшая инвестиционная компания, ведущая деятельность на Украине, в Грузии и Беларуси. Центральный офис компании располагался в городе Киев. Компания предоставляет полный спектр услуг брокерского обслуживания, инвестиционно-банковского сопровождения, управления активами. Собственником компании является АО «Банк Грузии».

## Брокерская деятельность
Компания осуществляет торговлю ценными бумагами на 180 мировых рынках.
С 2008 года ИК BG Capital входит в тройку лидеров украинского инвестиционного рынка согласно авторитетному специализированному исследованию финансовых рынков — Thomson Extel Survey.
В 2010 году ИК BG Capital была признана лучшим инвестиционным банком на развивающихся рынках Центральной и Восточной Европы по версии авторитетного издания Euromoney в рамках исследования Awards for Excellence 2010.
В 2011 году компания прекратила своё существование.

## Инвестиционно-банковская деятельность
С 2005 года ИК BG Capital осуществила более 30 сделок по привлечению капитала путём акционерного и долгового финансирования на общую сумму около $1 млрд.
В ноябре 2006 года ИК BG Capital выступила эксклюзивным финансовым советником и организатором IPO АО «Банк Грузии» на Лондонской фондовой бирже, в ходе которого было привлечено $159,8 млн.
В декабре 2007 года ИК BG Capital закрыла крупнейшую в этом году сделку M&A на Украине — продажу 100 % акций ISTIL Group управляющей компании ESTAR.
В октябре 2009 года ИК BG Capital провела частное размещение акций сельскохозяйственной компании Sintal Agriculture на Франкфуртской фондовой бирже, ставшее единственной успешной публичной сделкой на Украине в этом году.
В марте 2010 года ИК BG Capital получила статус IPO-партнера Варшавской фондовой биржи.
За период 2010—2011 ИК BG Capital выступила организатором IPO компаний Sadovaya Group и Westa на Варшавской фондовой бирже.